# Offensiva di primavera
L'offensiva di primavera conosciuta anche come Kaiserschlacht (in italiano "battaglia per l'imperatore"), nella storiografia della prima guerra mondiale indica una serie di attacchi predisposti dall'esercito tedesco svoltisi durante la primavera del 1918, gli ultimi da parte delle forze militari tedesche sul fronte occidentale.
Per le potenze dell'Intesa si trattò di una completa sorpresa, dal momento che i comandi alleati erano convinti che le forze tedesche fossero ormai prossime al crollo. Se inizialmente la rinnovata iniziativa dell'esercito tedesco provocò il panico negli alti comandi alleati, dopo tre mesi le avanzate tedesche giunsero ad esaurimento pregiudicando una possibile vittoria tedesca e permettendo agli alleati di organizzarsi per la successiva offensiva dei cento giorni.
Il comando supremo tedesco, guidato dal feldmaresciallo Paul von Hindenburg e dal suo principale collaboratore, generale Erich Ludendorff, esaurì quindi con questa serie di costose offensive le residue forze dell'esercito, pregiudicando ogni possibilità di vittoria e intaccando anche la capacità di resistenza sul fronte occidentale. Entro pochi mesi la Germania sarebbe stata costretta ad ammettere la sconfitta, sancita dall'armistizio di Compiègne dell'11 novembre 1918.

## Premesse e obiettivi strategici
Tre anni di guerra avevano reso molto precaria la posizione dell'Impero tedesco. Se a est la Rivoluzione d'ottobre aveva provocato l'uscita dalla guerra della Russia, a ovest non si vedeva la fine della guerra di trincea. Nei primi anni di guerra la strategia tedesca era orientata alla guerra d'attrito: poiché, nelle condizioni della guerra di trincea non pareva possibile un'azione risolutiva, il capo di stato maggiore Falkenhayn tentò di ottenere la vittoria attaccando le posizioni più esposte del nemico, per costringerlo in questo modo ad un tale impiego di uomini e materiali da ridurne e annullarne, in prospettiva, la capacità bellica. Esempio eclatante di questa strategia fu la battaglia di Verdun.
Il limite di questa strategia era quella di essere basata maggiormente sull'incapacità di comprendere le novità introdotte dalla tecnica nella guerra moderna, piuttosto che su una precisa percezione dei rapporti di forza: gli Imperi centrali erano inferiori, per popolazione e capacità industriale, alle potenze dell'Intesa (e il blocco navale britannico rendeva ancora più acuta questa inferiorità). Per questo, in una competizione basata sulle risorse umane ed industriali, la Germania avrebbe inevitabilmente avuto la peggio.
Falkenhayn venne destituito nel 1916, senza che però si producesse una sostanziale mutazione del paradigma strategico. I successivi due anni trascorsero vedendo sul fronte occidentale la Germania in difesa, con occasionali riprese offensive. Contemporaneamente la marina imperiale, dando il via alla guerra sottomarina indiscriminata, tentò di tagliare i rifornimenti di Francia e Inghilterra da parte del loro principale fornitore di armamenti, gli Stati Uniti.
Ma fu proprio la guerra sottomarina a spingere gli Stati Uniti ad unirsi alla lotta contro gli Imperi Centrali, nell'aprile 1917. Da quel momento, anche per lo Stato maggiore tedesco, era chiaro che, quando gli Stati Uniti avessero spiegato tutto il loro potenziale bellico, la Germania sarebbe stata condannata alla sconfitta. Nel novembre 1917 s'incominciarono a sviluppare i piani per un'offensiva finale delle forze tedesche sul fronte occidentale. Obiettivo dell'offensiva era la conquista di Parigi e delle coste della Manica, per tagliar fuori da ogni rifornimento le forze anglo-francesi impegnate sul continente. In seguito, sulla base di una situazione strategica così favorevole, sarebbe stato possibile cominciare trattative di pace da una posizione di grande vantaggio. Si trattava di un piano per nulla irrealistico, nonostante la Germania si trovasse in una situazione di grave carenza di uomini e materiali: la Russia, con il trattato di Brest-Litovsk si era ritirata dalla guerra, gran parte dei contingenti impegnati sul fronte orientale potevano ora essere trasferiti in occidente. Ma per gli stati maggiori tedeschi era anche chiaro che queste offensive erano l'ultima possibilità per la Germania di ottenere un esito non catastrofico del conflitto cominciato nel 1914.

## Innovazioni tattiche
Nello stesso tempo lo stato maggiore tedesco portò a compimento un mutamento del paradigma tattico, abbandonando la tattica sino ad allora seguita, basata su un lungo bombardamento preparatorio, seguito da un massiccio attacco della fanteria su un fronte molto lungo. Facendo tesoro delle esperienze fatte nella battaglia di Riga e in quella di Cambrai, già prima che il bombardamento avesse inizio, piccole unità d'élite (Stoßtrupp) dovevano penetrare il fronte delle trincee. Il bombardamento stesso doveva essere di minore durata, ma di maggiore intensità, e concentrato su un ristretto segmento del fronte.
Dopo il bombardamento, la fanteria doveva intervenire per sgomberare le residue resistenze e, immediatamente, proseguire in profondità nelle linee nemiche. Eventuali focolai di resistenza che non si lasciassero rapidamente sopraffare venivano semplicemente aggirati. La coordinazione dei movimenti delle truppe era decisa dal fronte più che dagli ordini dello stato maggiore. In questo quadro la capacità di sfruttare il fattore sorpresa e l'iniziativa dei singoli comandanti a livello di compagnia avevano un'importanza decisiva. Si trattava in effetti di innovazioni tattiche che anticipavano la Blitzkrieg della seconda guerra mondiale.

## Svolgimento
Nell'inverno 1917-18 era stato ristabilito l'equilibrio delle forze sul fronte occidentale dove, dall'autunno 1914, le forze anglo-francesi avevano goduto di un vantaggio numerico. Con il trasferimento delle truppe non più impegnate sul fronte orientale ora, sul fronte occidentale, un milione di tedeschi fronteggiava 900 000 tra francesi e inglesi. Per lo stato maggiore tedesco era il momento di dare il via alla fase offensiva.

### Operazione Michael
La prima delle cinque offensive previste fu chiamata Operazione Michael. Ebbe inizio il 21 marzo 1918, e vi presero parte tre armate tedesche, per un totale di 42 divisioni. L'obiettivo era lo sfondamento del fronte nel punto di congiunzione tra le forze francesi (a sud) e quelle inglesi (a nord), nel tratto di fronte tra Bapaume e Saint-Simon, al fine di creare un cuneo tra i due contingenti, sospingendo poi i britannici verso il mare. Già il primo giorno furono sfondate tutte le linee difensive alleate e le truppe tedesche riuscirono complessivamente ad avanzare di 65 chilometri lungo un fronte di circa 80. L'attacco iniziò con un bombardamento d'artiglieria abbastanza breve ma estremamente violento: racconti di alcuni civili inglesi dicono che il cannoneggianento si fosse sentito fin da Londra. Prima che i difensori britannici, storditi, riuscissero a reagire, gruppi speciali d'assalto tedeschi uscirono dalla nebbia e dal fumo per attaccare o accerchiare i punti strategici delle linee di combattimento. Presi di sorpresa, schiacciati e sommersi, i difensori arretrarono su tutto il fronte, più di 160 000 britannici furono messi fuori combattimento.
Nella loro travolgente avanzata le truppe tedesche incontrarono maggiori resistenze nel settore inglese che in quello francese, ma lo sfondamento non riuscì perché Erich Ludendorff, che non subiva troppa opposizione sulla sua sinistra, continuò a concentrare le sue riserve davanti ad Arras, dove la resistenza britannica divenne sempre più forte ed efficace. Malgrado gli appelli disperati di Haig, Foch rifiutò d'impegnare le sue riserve limitate. Haig dovette far affluire d'urgenza rinforzi dal Regno Unito e il Quartier generale britannico dovette ritirare divisioni da altri teatri d'operazione.
Nonostante i successi iniziali, dopo pochi giorni l'impeto offensivo tedesco si era esaurito e, a partire dal 27 marzo, quando i francesi cominciarono ad impegnare la loro riserva strategica nei pressi di Amiens, non vi furono più per i tedeschi, sostanziali guadagni territoriali. Fu solo il 28 marzo che Ludendorff capì improvvisamente quali fossero le possibilità che si presentavano sulla Somme per effettuare un'avanzata rapida e decisiva in direzione di Parigi; ma allora era troppo tardi.
Due giorni prima gli Alleati s'erano accordati per affidare al generale Foch il comando unico sul fronte occidentale. Uno dei suoi primi atti di comando fu d'impiegare una parte delle sue magre riserve per chiudere la pericolosa breccia sulla Somme. All'inizio d'aprile, l'Offensiva Michael era bloccata nella regione di Montdidier. L'avanzata tedesca non aveva, in definitiva, raggiunto alcun risultato strategicamente determinante e, anzi, aveva allungato il fronte e creato un saliente esposto alle controffensive alleate.

### Battaglia del Lys

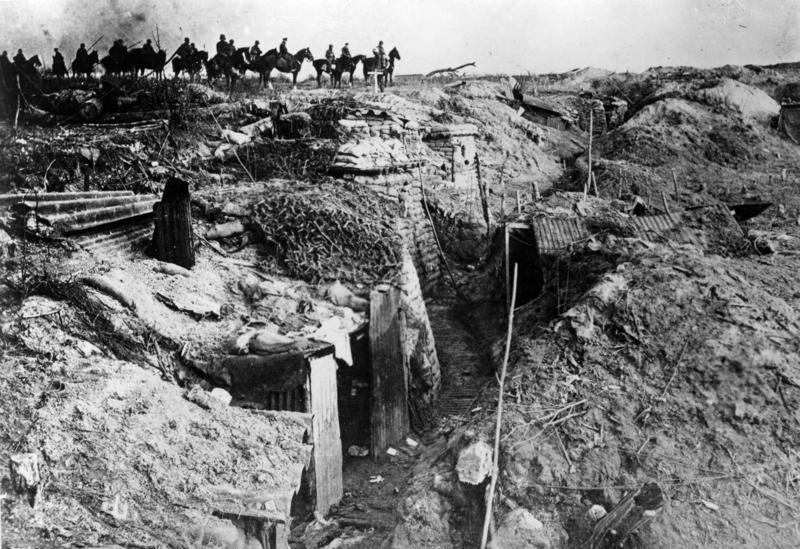
Trincea britannica espugnata dai tedeschi

Già l'offensiva successiva (Operazione Georgette) (9-29 aprile), nel settore del fronte nei pressi di Ypres, che aveva come obiettivo l'avanzata nel settore della Manica, si dimostrò molto meno efficace, soprattutto perché i britannici si ritirarono prontamente. L'afflusso di rinforzi francesi contribuì a bloccare l'avanzata tedesca una volta raggiunto il fiume Lys e ad evitare la perdita di Ypres, anche se vanificò tutti i vantaggi territoriali conseguiti, a carissimo prezzo, nella terza battaglia di Ypres. Dal 27 maggio al 4 giugno, in contemporanea con l'offensiva sulla Marna, ebbe luogo una seconda offensiva (Operazione Hagen), che però venne subito sospesa senza ottenere risultati di rilievo.

### Offensiva sull'Aisne
La terza offensiva (Operazione Blücher-Yorck, 27 maggio - 4 giugno), rivolta contro le forze francesi schierate a sud del saliente che era venuto a formarsi con l'offensiva di marzo, si svolse nel settore dell'Aisne e conseguì importanti risultati, per motivi opposti a quelli del fallimento di Ypres: il comandante francese della 6ª Armata, generale Denis Auguste Duchêne, aveva concentrato le proprie riserve nelle vicinanze del fronte, esponendole al rischio dell'aggiramento da parte delle avanguardie tedesche in rapida avanzata, secondo i nuovi dettami tattici.
Ludendorff concentrò 42 divisioni sotto il comando di von Boehn, comandante della 7ª Armata tedesca, che teneva il fronte fra Pontoise e Berry-au-Bac. L'ala sinistra della 7ª Armata si prolungava con quattro divisioni della 1ª Armata tedesca (von Below) che occupavano il settore di Berry-au-Bac fino a Reims. Tutte presero parte all'attacco.
Il 27 maggio, l'offensiva tedesca si sviluppò presso l'Aisne, a partire dallo Chemin des Dames, in cui l'anno prima i francesi erano stati respinti in un attacco mortale. La preparazione d'artiglieria cominciò con tiri di proiettili caricati a iprite, poi divenne misto (esplosivo-gas), ma con più del 50% di proiettili tossici. Dopo il 5 giugno, i tedeschi schierarono altre cinque divisioni, portando il totale a 47 divisioni, corrispondenti a circa 60 divisioni francesi. L'offensiva si fermò peraltro dieci giorni dopo per sfinimento degli attaccanti, che però erano avanzati per 45 chilometri, avevano preso Château-Thierry ed erano ormai a 70 chilometri da Parigi. Era assolutamente necessario però cercare di rettificare le proprie linee, conquistando terreno fra i due importanti salienti presso Arras e Reims, e un altro più piccolo lungo la Lys. I soldati tedeschi finalizzarono innanzi tutto i loro sforzi sulle due zone che circondavano Compiègne, attaccando i due fianchi il 9 giugno. Ma la loro offensiva era abbastanza mal organizzata e dovettero essi stessi subire attacchi all'iprite, in modo che le truppe francesi, ben assecondate dalla 2ª Divisione di fanteria statunitense nel bosco di Belleau ed a Vaux, poterono resistere.
Nel corso di questa offensiva i tedeschi impiegarono il Parisgeschütz (cannone di Parigi) per bombardare la capitale francese. Non ottennero risultati significativi dal punto di vista militare, ma i bombardamenti diffusero il panico nella popolazione civile. Morirono 256 civili e 620 vennero feriti.

### Battaglia di Montdidier-Noyon
Il generale Ludendorff cercò poi di ampliare l'Operazione Blücher-Yorck con l'Operazione Gneisenau, con l'intenzione di accerchiare gli alleati sfondando ai lati della città di Compiegne e cercando allo stesso tempo di distrarre le truppe Alleate dal saliente di Amiens. I francesi, grazie a informazioni provenienti da prigionieri tedeschi, riuscirono ad affrontare nel migliore dei modi la tattica d'attacco con truppe speciali, che riuscivano grazie all'estensione geografica del loro attacco ad ampliare il tiro delle artiglierie nemiche rendendolo meno efficace; era la loro tattica di difesa "elastica" che attenuava i tiri preparatori nemici.
Tuttavia, l'avanzata tedesca (comprendente 21 divisioni) lungo il fiume Matz fu impressionante, nonostante la feroce resistenza francese e americana. Nei dintorni di Compiègne, però, l'11 giugno un improvviso contrattacco francese con 4 divisioni e 150 carri armati comandati dal generale Charles Mangin colse di sorpresa i tedeschi e fermò la loro avanzata. L'Operazione Gneisenau fu sospesa il giorno successivo, con perdite pesantissime: circa 35 000 soldati fuori combattimento per gli Alleati e 30 000 per i tedeschi.

### Friedensturm, l'ultimo attacco tedesco

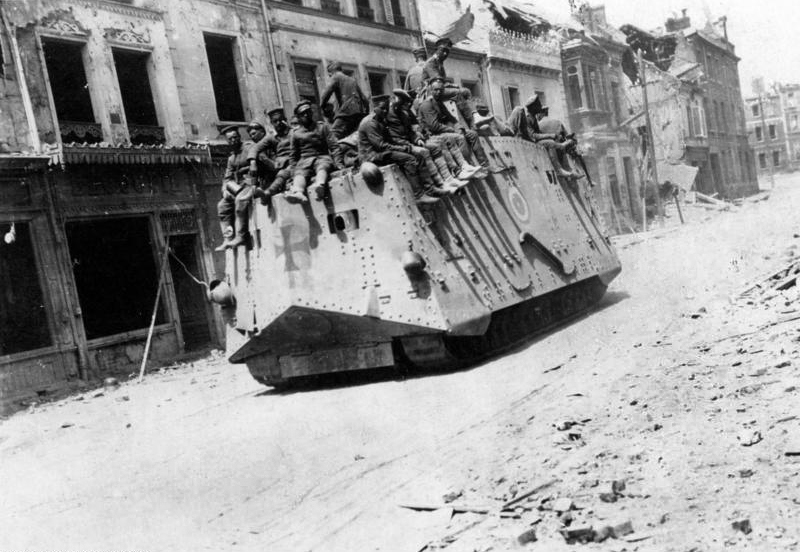
Soldati tedeschi su un carro A7V a Roye, nella Somme, il 21 marzo 1918

Spinti dalla volontà di dare la spallata definitiva e attratti, come nel 1914, da Parigi, che essi minacciavano dalla vallata dell'Oise a nord, dalle valli dell'Ourcq e della Marna a est, i tedeschi decisero una nuova offensiva, ancor più formidabile. Fu il Friedensturm, ossia la "battaglia per la pace".
Il generale Ludendorff progettò di separare, con un attacco frontale, gli eserciti alleati del nord da quelli dell'est, aggirando da una parte, Verdun attraverso Sainte-Menehould e la valle dell'Aisne superiore, e dall'altra parte Reims e la Montagna di Reims, attraverso la valle della Marna. La battaglia ebbe inizio il 15 luglio, con l'attacco di 30 divisioni tedesche alla prima, alla terza ed alla sesta armata francese, nei pressi della città di Reims. Ad est l'attacco venne fermato già il primo giorno, mentre ad ovest l'esercito germanico riuscì ad avanzare di una dozzina di chilometri prima di essere bloccato da quello francese, con il supporto di truppe americane, britanniche e italiane.
Durante tutta la giornata del 15 luglio, malgrado le spesse cortine di fumogeni che li nascondevano, gli aeroplani alleati individuarono i ponti gettati sulla Marna e li bombardarono da bassa quota, distruggendone numerosi e precipitando truppe e convogli nel fiume. Quindi attaccarono con le mitragliatrici i soldati che avevano raggiunto la sponda sud. Trenta passerelle meno vulnerabili furono gettate ma, malgrado un leggero vantaggio tattico acquisito a SE di Reims e sulla Marna, l'offensiva di Ludendorff fallì completamente nella regione della Champagne. Rinunciando ad aggirare Reims da est, il comandante tedesco cercò di oltrepassare la montagna di Reims da sud: gli serviva a tutti costi un successo.

## La contro-offensiva alleata del 18 luglio

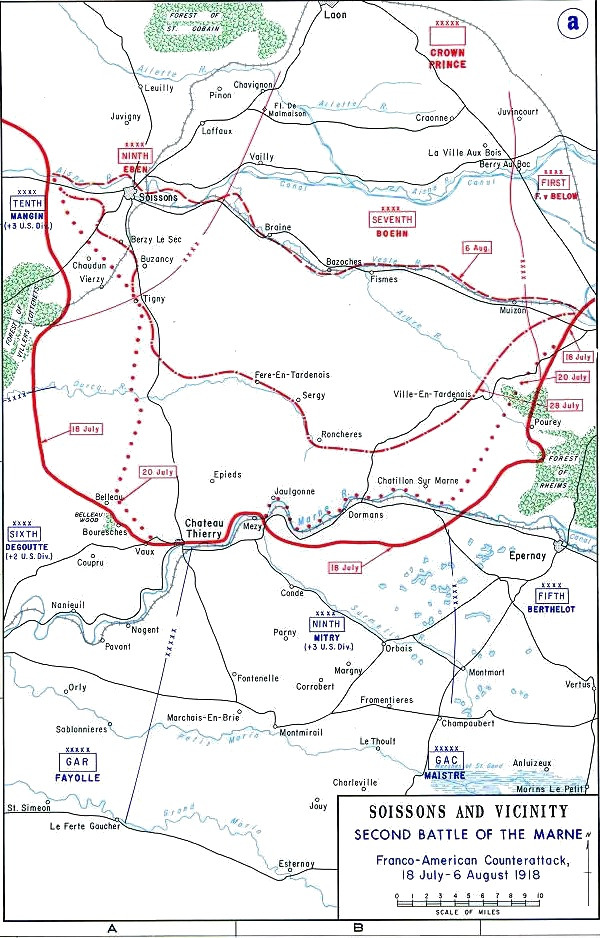
Piano della controffensiva alleata

Al momento stesso in cui le divisioni tedesche si ammassarono sul fianco est della sacca, l'equivalente di ventuno divisioni alleate, fra cui alcune italiane, si affrettarono in direzione del fianco ovest, a partire dalla foresta di Villers-Cotterêts.
In due giorni il numero dei prigionieri catturati oltrepassò 17 000 uomini e 360 cannoni. Sorpresi, i tedeschi impegnarono quattro divisioni di rinforzo al centro. Verso le ore 18 ripresero Vierzy, ma senza riuscire a tenerla. Gli Alleati giunsero a meno di quindici chilometri dalla stazione di Fère-en-Tardenois: l'unica ferrovia era sotto il fuoco dell'artiglieria. Il 20, i tedeschi prelevarono divisioni dalle armate vicine e impegnarono la 5ª Divisione della Guardia contro l'armata di Degoutte, due divisioni ed elementi ritirati dalla Marna, contro l'armata di Mangin. Malgrado questi sforzi il 28 la stazione fu presa dagli Alleati e il 7 agosto tutto il terreno fu riconquistato. I carri armati dimostrarono tutta la loro efficacia in questa occasione.
Il generale tedesco tentò una manovra pericolosa, dettata tanto dalla temerarietà quanto dall'ignoranza delle risorse francesi che egli credeva esaurite: si accanì in direzione di Épernay. Ludendorff gettò avanti le sue masse di soldati senza riflettere, tentando di raggiungere il proprio scopo con la sola forza bruta. Per cinque volte, in cinque posti differenti, attaccò massicciamente, ma nell'insieme fu respinto; nella valle dell'Ardre dovette egli stesso difendersi da contro-offensive nemiche.
Ma già il 18 luglio un contrattacco di 24 divisioni francesi appoggiate da 8 divisioni americane e 350 carri armati riportò le linee tedesche sulle posizioni di partenza, eliminando il saliente che si era creato.

## I motivi del mancato successo tedesco

### Errori strategici
La decisione di Ludendorff di rafforzare i contingenti che incontravano la resistenza più decisa causò un impiego non ottimale delle forze disponibili.
L'esperienza della seconda guerra mondiale mostrerà che per ottenere il massimo effetto offensivo devono essere rafforzate le formazioni che hanno ottenuto il successo maggiore (nel senso di maggior penetrazione entro le linee nemiche). Vi furono inoltre errori nella gestione delle riserve, in quanto ricevettero rinforzi solo le truppe di prima linea e, nel corso dell'offensiva, non vi fu ricambio né rotazione delle unità impiegate. Ciò condusse ad un progressivo e rapido esaurimento delle forze impegnate.
Si riconobbe l'efficacia tattica delle truppe d'élite, ma non si riuscì a sfruttare i risvolti strategici di questa novità. Vi era un errore concettuale nella pianificazione dell'offensiva, sbilanciata sul problema dello sfondamento del fronte. Il comando supremo germanico aveva sì progettato le azioni con grande metodicità, ma solo fino a ciò che riteneva essere il proprio obiettivo, ovvero lo sfondamento del fronte alleato. Non vennero elaborati piani particolareggiati per sfruttare le brecce aperte né tanto meno per una manovra d'accerchiamento. Il risultato fu che alle notevolissime conquiste territoriali, ottenute a carissimo prezzo in termini di uomini e di risorse, non corrisposero vantaggi strategici decisivi e, anzi, si erano venuti a creare due grandi salienti difficili da difendere e la linea del fronte si era notevolmente allungata: nuovi problemi per l'esercito tedesco, che lottava contro la carenza di uomini e mezzi.

### Indecisioni tattiche
Se vi fu una rivoluzione nell'impiego della fanteria, questa fu accompagnata solo in parte da un'analoga rivoluzione nell'impiego dell'artiglieria. Il bombardamento preparatorio divenne più breve, ma la procedura d'ingaggio era la stessa dell'inizio della guerra. Mentre nella fanteria anche i più piccoli movimenti di truppa erano seguiti da ufficiali sulla linea del fuoco, i cannoni dell'esercito entravano in azione secondo un piano rigidamente predeterminato. Per questo poteva accadere che il fuoco di copertura si allontanasse troppo dalla fanteria che doveva proteggere, se quest'ultima avanzava con troppa lentezza. Per questo l'efficacia degli attacchi venne ridotta proprio nei punti dove già essa procedeva con minore rapidità.

### Problemi logistici
L'esercito tedesco soffrì, nell'ultimo anno di guerra, di enormi problemi di rifornimento. I soldati erano denutriti, l'armamento scadente. La propaganda diffusa dall'alto comando sosteneva che le forze dell'Intesa soffrissero delle stesse mancanze, in conseguenza della guerra sottomarina indiscriminata. Quando le unità tedesche in avanzata si accorsero del contrario, preferirono darsi al saccheggio dei rifornitissimi magazzini del nemico che al combattimento, diminuendo ulteriormente lo slancio offensivo, come ben documentato nel libro Niente di nuovo sul fronte occidentale.

## Conseguenze
Il fallimento delle offensive di primavera rese evidente a tutti la sconfitta della Germania. Il morale delle truppe tedesche crollò, anche se non vi furono conseguenze nella disciplina delle truppe. L'entità delle perdite subite sottrasse al comando supremo tedesco la possibilità di riprendere l'iniziativa. Ebbe luogo allora il tentativo, da parte dei militari germanici, di addossare ai civili le responsabilità della sconfitta. Ludendorff intimò alle autorità politiche dell'impero germanico di trattare un armistizio con le potenze dell'Intesa.
Le offensive di primavera costarono agli Alleati circa 420 000 tra morti, feriti, dispersi e prigionieri, mentre le perdite tedesche ammontarono a circa 500 000 uomini. La Germania aveva impiegato, in un ultimo tentativo di battere gli alleati, le sue ultime riserve di uomini e materiali, e da questo momento l'iniziativa rimase alle forze alleate sino alla resa della Germania.
L'esercito tedesco era battuto ma non vinto, e condusse un'efficace campagna difensiva per i restanti mesi della guerra, riuscendo a evitare il crollo del fronte, nonostante l'offensiva dei cento giorni, sino all'11 novembre 1918, quando entrò in vigore l'armistizio di Compiègne.
Sul versante alleato, lo shock provocato dall'operazione Michael aveva condotto all'istituzione di un comando unificato sotto la guida del maresciallo Foch, con effetti molto positivi sul coordinamento delle iniziative belliche. Una conseguenza a lungo termine fu che le offensive di primavera contribuirono enormemente al sorgere della leggenda della pugnalata alla schiena, secondo la quale l'esercito tedesco non era stato battuto sul campo, ma che le responsabilità della sconfitta tedesca andassero ricercate nelle colpe dei politici, dei disfattisti e delle forze ostili alla Germania (tra le quali gli ebrei). Questa visione distorta degli avvenimenti dell'ultimo anno di guerra contribuì non poco a creare in Germania un terreno favorevole all'avvento del nazismo.
Parallelamente, durante la seconda guerra mondiale, la posizione alleata di non accettare altro che una resa incondizionata da parte del terzo Reich si spiega proprio alla luce dell'esperienza degli ultimi mesi della prima guerra mondiale: questa volta, la disfatta delle armate tedesche doveva essere assolutamente evidente.